# MPM Propaganda
MPM Propaganda é uma tradicional agência de publicidade brasileira.

## História
Fundada em 1957 na cidade de Porto Alegre no Rio Grande do Sul, por Antônio Mafuz, Petrônio Corrêa e Luiz Macedo, conhecidos no mercado como Mafuz, Petrônio e Macedo. Mais tarde transformou-se na MPM Casabranca Propaganda.
A agência chegou a comandar seis contas de bancos concorrentes ao mesmo tempo. No fim de 1990, liderou o ranking de faturamento com uma receita de US$ 180 milhões com escritórios em quase todas as capitais brasileiras.
A MPM foi considerada a maior agência de publicidade do Brasil durante as décadas de 1970 e 1980[carece de fontes?], com casos famosos como a campanha feita para a entrada da Fiat no Brasil. O crescimento nesse período, no entanto, deve-se ao fato da agência ter sido responsável pela maioria dos anúncios governamentais durante o regime militar. Entre 1974 e 1976, ela salta da 4ª para a 1ª posição dentre as 10 maiores agências de publicidade da época, coincidindo, portanto, com o crescimento dos investimentos oficiais em publicidade no governo do general Ernesto Geisel.
Foi comprada pelo grupo norte-americano Interpublic adotando o nome MPM:Lintas e extinta em 1996, até retornar ao mercado em 2003, como parte do Grupo YPY, de Nizan Guanaes. Atualmente a agência é presidida pela publicitária Bia Aydar.